# بلدة بوين فالي (ميشيغان)
بوين فالي (بالإنجليزية: Boyne Valley Township, Michigan)‏ هي بلدة تقع بولاية ميشيغان في الولايات المتحدة. تبلغ مساحتها 92.4 (كم²)، وترتفع عن سطح البحر 217 م، بلغ عدد سكانها 1215 نسمة في عام تعداد الولايات المتحدة 2000 حسب إحصاء مكتب تعداد الولايات المتحدة وتصل الكثافة السكانية فيها 13.4 نسمة/كم2.

## وصلات خارجية
- The US50 - Cities and Towns in Michigan State
- Michigan Cities and Towns, Facts, Map, Flag, Colleges, Government, and More